# ダヴィッド・バグラチオン・ムフラニ
ダヴィッド・バグラチオン・ムフラニ（グルジア語読み：ダヴィティ・バグラティオニ・ムフラニ、英語名：David Bagration of Mukhrani グルジア語： დავითბაგრატიონმუხრანელი , 1976年6月24日 - ）は、ジョージアの旧王室の当主・王位継承者（王位請求者）。父ホルヘ・デ・バグラチオンの死により2008年1月16日に名目上の王位を継承した。一般には、ダヴィッド・バグラチオン王太子殿下 （His Royal Highness Crown Prince David Bagration）と記載されることが多い。

## 家族史

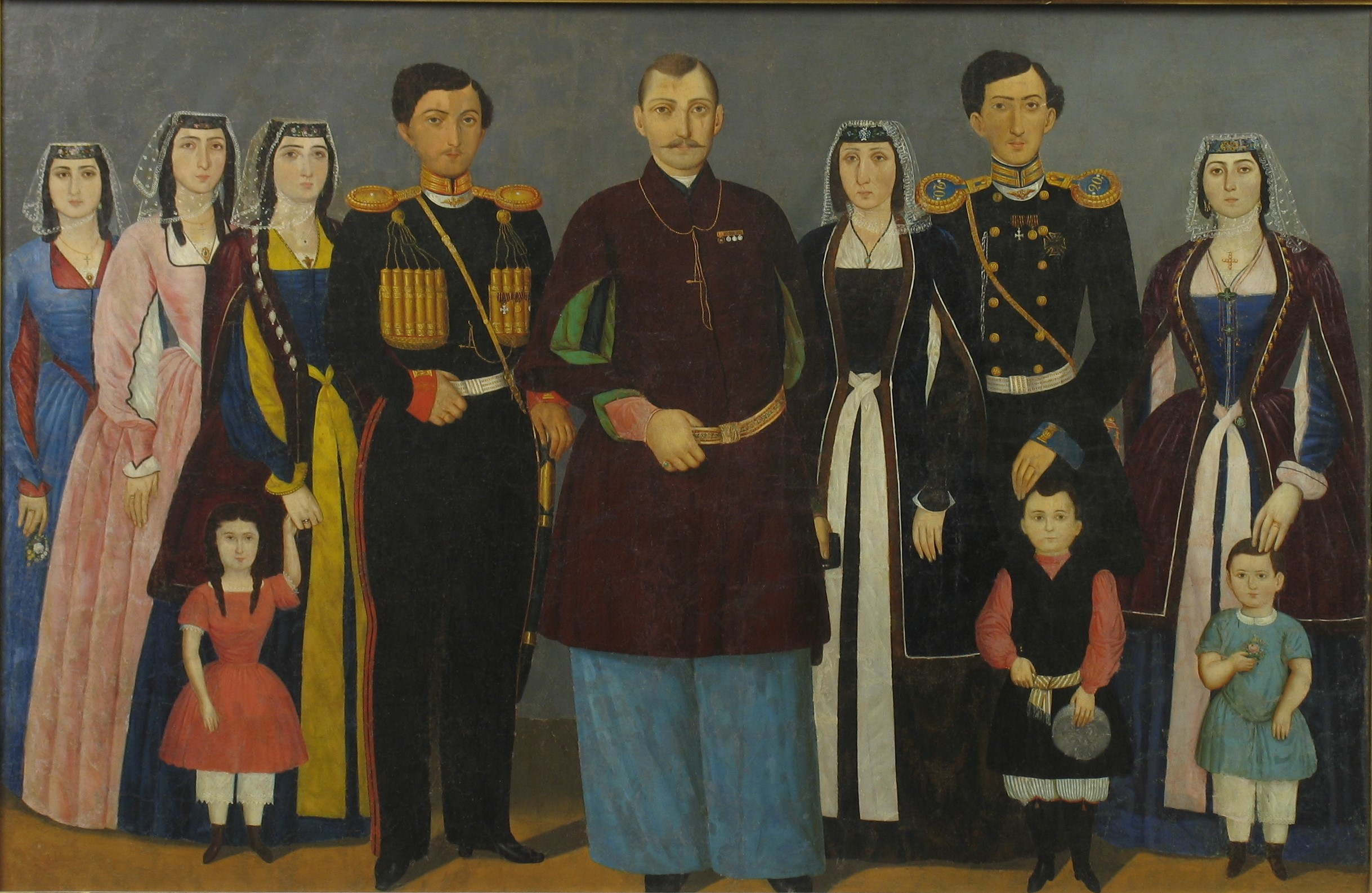
グルジア王室の肖像（1862年、ムフラニ公家）

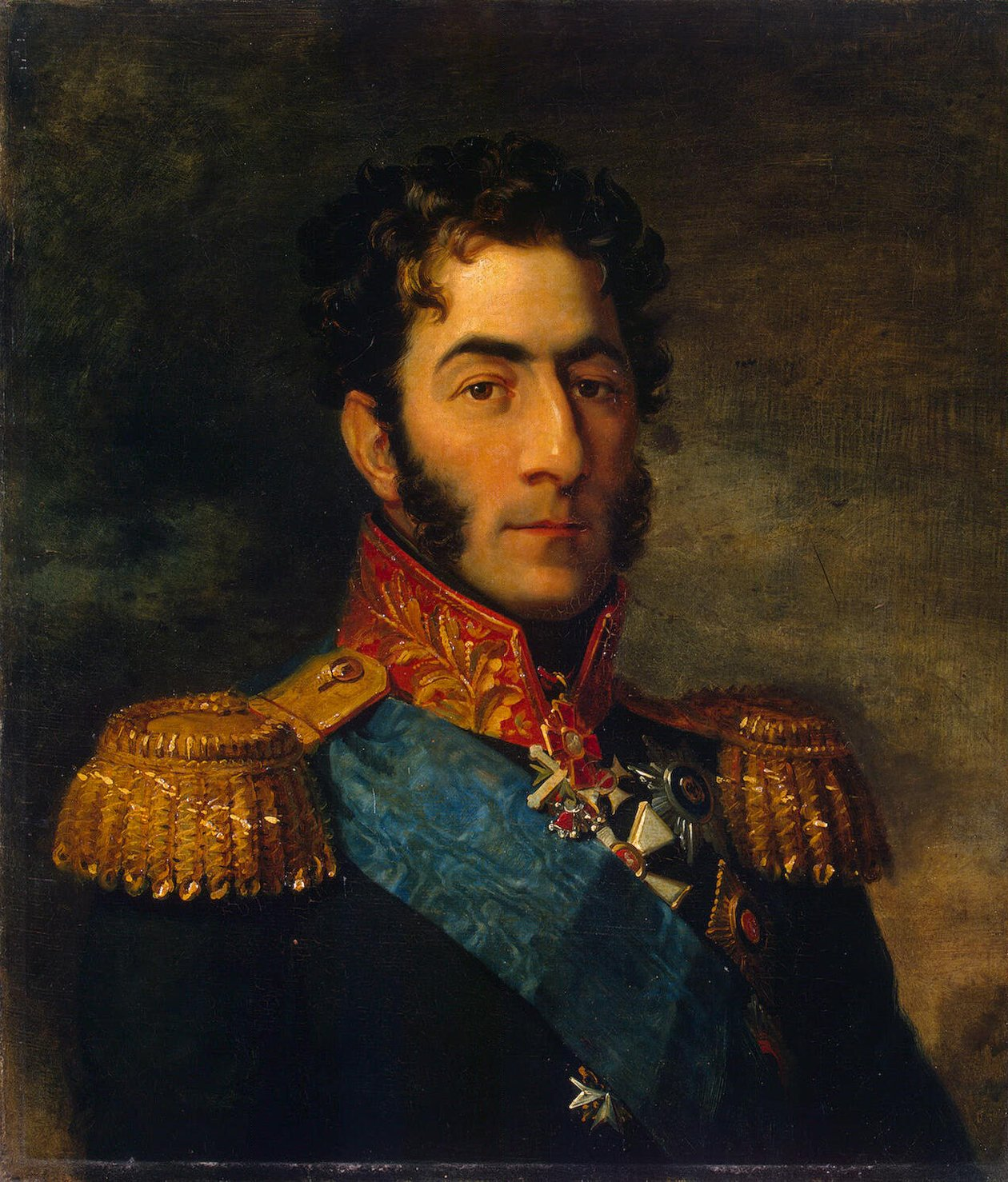
ピョートル・バグラチオン将軍

バグラチオン王家は、欧州王侯家において最も歴史が古いと言われる。
ジョージア王国（カルトリ・カヘティ王国）は、1801年、パーヴェル1世が保護領カルトリ・カヘティのロシアへの併合に調印し、アレクサンドル1世が実施する形でロシア帝国に編入されたが、グルジア王族は称号の保持を許され、ロシア帝国内でグルジア王室として存続した。著名な人物としてはナポレオン戦争時のロシア帝国軍の将軍ピョートル・バグラチオンがいる。ムフラニ家はグルジア王室の第2王統である。
ロシア革命後、祖父イラクリ・バグラチオン・ムフラニがイタリア王国に亡命し、バイエルン王子フェルディナントの娘マリア・デ・ラス・メルセデス・バビエラ・イ・ボルボン（Maria de las Mercedes de Baviera y Borbón）と結婚した。マリアはスペイン王アルフォンソ13世からタラベラ・デ・ラ・レイナ公爵夫人とスペイン王女の称号を与えられており、この結婚によりスペイン・ブルボン家と縁戚関係となった。
第二次世界大戦後、一族はスペインに住んでいたが、1957年、イラクリ・バグラチオン・ムフラニは、ソ連に留まり冷戦の激化によって行方が分からなくなっていた第1王統のグルジンスキ家（カヘティ系）が途絶したと判断し、ジョージア王室の長であることを宣言した。ロシア革命後にロシア皇族・貴族の処刑が大量に行われたことから、当時の判断としては妥当であると考えられた。
1967年、ホルヘ・デ・バグラチオンが結婚した際には、ロシアの帝位請求者であったウラジーミル・キリロヴィチ・ロマノフ大公とその妻でホルヘの叔母であるレオニーダ・バグラチオン＝ムフランスカヤが出席し、ホルヘの長男イラクリの洗礼式には同じくスペインに亡命中であった元ブルガリア国王シメオン2世（シメオン・サクスコブルクゴツキ）やスペイン王妃ソフィアも参列し、西側ではグルジア王室の長として認められていた。しかしソビエト連邦の崩壊後にグルジンスキ家が途絶えず存続していたことが判明し、ムフラニ家との間で王位継承権争いを引き起こすことになった。
ソ連崩壊後、父ホルヘ・デ・バグラチオンは帰国し、エドゥアルド・シェワルナゼ大統領と会談して立憲君主制について議論した。また1992年2月、朝日新聞のインタビューに対し「国民が望むなら祖国に帰り国王に就任する」と明言した。

## 経歴
ダヴィッドは、F1ドライバーとして活躍したホルヘ王太子とドナ・マリア・デラス・メルセデス・ポンセ・デ・レオンの間の次男として、スペインのマドリードにて生まれた。兄弟は1つ年上の姉マリア、兄イラクリ、弟のウゴがいる。
ダヴィッドは2003年にジョージアの首都トビリシに移住し、2004年にジョージア国籍を取得した。彼はまた、グルジア正教会のイリア2世総主教の堂役に任ぜられた。ダヴィッドは兄のイラクリが王位継承権を放棄したのにともなって、2007年にバグラティオニ家の後継者となった。同時にラソス公爵、カルトリ、カヘティ、ムフラニの各王子称号が与えられた。 王室の長として、以下の王室騎士勲爵士団のグランドマスター（総長・授与権者）でもある。
- ジョージア鷲とキリストの聖衣勲章[6]
- 聖タマル勲章（タマル女王に由来）[7]
- 王冠勲章[8]

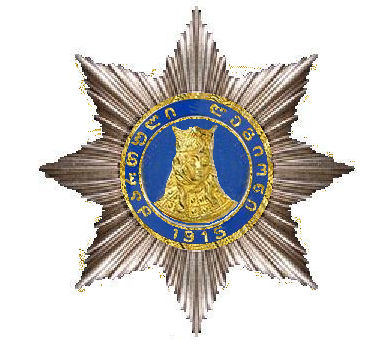
聖タマル勲章

2008年8月、南オセチア紛争でダヴィッドは、ジョージアの兵士の士気を鼓舞するため前線を視察した。 紛争については「ロシアの素顔を世界に見せるためにジョージアは高い代償を払った」とグルジア国民向けの声明で述べている。この時点でダヴィッドは、議会の一部などで議論されていたジョージアの立憲君主制の回帰について「ロシアに国土の一部が占領されている以上現実的ではない。すべてのジョージア人の総意に基づいておこなわれるべきである」と述べている。王制復帰への支持率は高くないものの、王室についてのニュースはジョージアのテレビ各局で放映され、国民の関心は高い。
2016年11月には来日し、鳩山由紀夫元首相にジョージア鷲とキリストの聖衣勲章ナイト・グランド・クロスを授与し、西村康稔日本ジョージア友好議員連盟幹事長とも国会内で会談している。

## 王族間の結婚

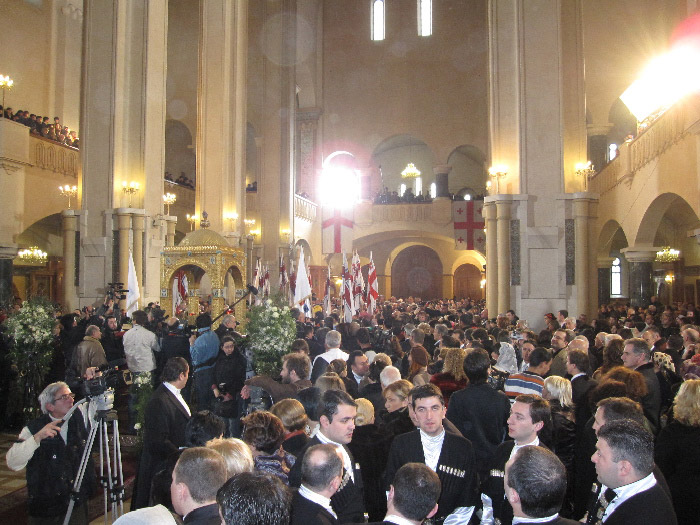
結婚式当日の至聖三者大聖堂内

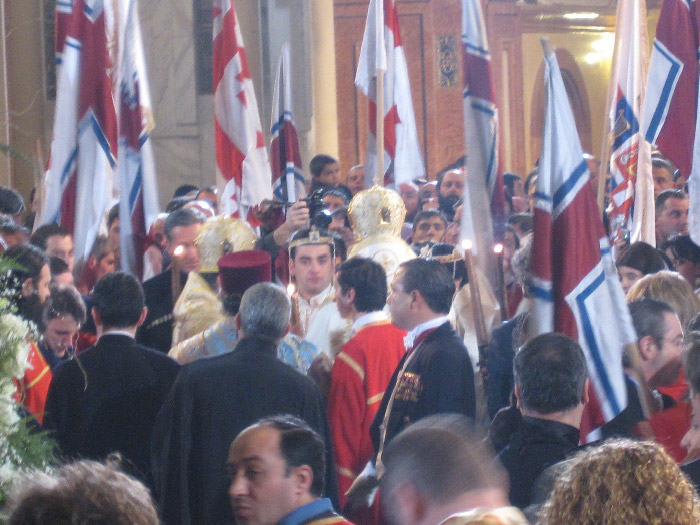
ダヴィッド・バグラチオン（中心）

2009年2月8日、トビリシの至聖三者大聖堂において、ロシア革命後もソ連に残留し生き残ったもう一つの王統、グルジンスキ家のアンナ・バグラチオン・グルジンスキ王女とダヴィッドの盛大な結婚式が、各国の外交官を含む3000人の招待客が招かれて執り行われた。グルジンスキ系統（カヘティ）とムフラニ家系統（カルトリ）の王族同士の結婚は、王家の統合を意味し、ロシアをはじめとする海外メディアの注目も集めた。グルジア総主教イリア2世は、2007年10月に統一した国家を維持する道として立憲王制の復帰を求めており、この結婚はその第一歩となるはずであった。
しかし、グルジンスキ家とムフラニ家は長年王位継承を巡って争っており、アンナ王女の父ヌグザル・バグラチオン・グルジンスキとダヴィッドの間でもその問題が解決することはなかった。2009年4月20日付の「ジョージア・タイムズ」は、ダヴィッドとアンナ王女が離婚の危機に瀕し別居していると報じた。ヌグザル殿下も2人の結婚生活は困難な状況であることを認めた。2009年8月3日、ロシアの報道機関「Blagovest」は、2人は離婚したと報じた。アンナの母レイラ・キピアニ王女はノーコメントと取材に答えた。
2009年10月、ベネズエラで2人で休暇をすごしていたことが報じられた。 一方、ジョージアの内務大臣ヴァノ・メラビシヴィリは、この結婚は政略結婚で、もはや2人は夫婦ではない、と2010年4月7日付けのロシアの新聞「コメルサント」のインタビューで答えた。
2011年9月27日、2人の第一子ギオルギ・バグラティオニがマドリードで誕生した。世継ぎの誕生により、それまでの報道が噂やジョージアの王制復帰を政治的脅威ととらえたミヘイル・サアカシュヴィリ政権の仕掛けたデマであったことが明らかになった。王位継承問題では争っているヌグザルは、当初はギオルギを王位継承者として認めなかったが、2011年11月23日（聖ゲオルギオスの日）にグルジンスキ家の後継者として認めた。2012年2月2日、グルジアの歴史家や法学者からイリア2世に出された意見書では、ヌグザルがギオルギを王位継承者としたい旨が記されている。
2013年、夫妻は離婚した。

## 王統
※英語名による

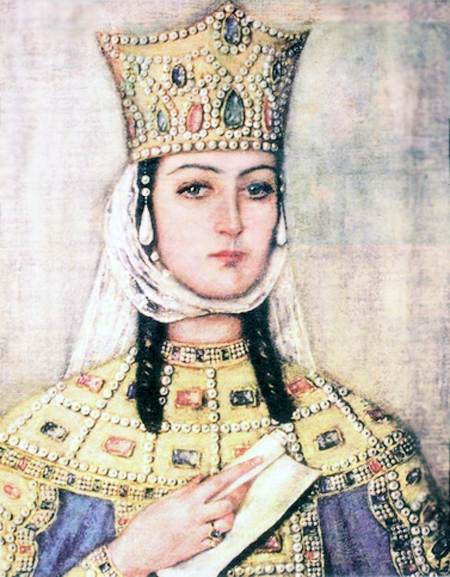
タマル女王（在位：1184年 - 1213年）

1. Ashot I of Iberia（826/830年没）
2. Bagrat I of Iberia（876年没）
3. David I of Iberia（881年没）
4. Adarnase IV of Iberia（923年没）
5. Sumbat I of Iberia（958年没）
6. Bagrat II of Iberia（937年 - 994年）
7. Gurgen of Georgia（1008年没）
8. Bagrat III of Georgia（960 - 1014年）
9. George I of Georgia（998 - 1027年）
10. Bagrat IV of Georgia（1018年 - 1072年）
11. George II of Georgia（1054年 - 1112年）
12. David IV of Georgia（1073年 - 1125年）
13. Demetre I of Georgia（1093年 - 1156年）
14. George III of Georgia（1184年没）
15. Queen Tamar of Georgia（タマル、1160年 - 1213年）
16. George IV of Georgia（1191年 - 1223年）
17. David VII of Georgia（1215年 - 1270年）
18. Demetre II of Georgia（1259年 - 1289年）
19. George V of Georgia（1286年 - 1346年）
20. David IX of Georgia（1393年没）
21. Bagrat V of Georgia（1393年没）
22. Constantine I of Georgia（1369年 - 1412年）
23. Alexander I of Georgia（1389年 - 1446年）
24. Demetre Bagration（Duke of Imereti, 1453年没）
25. Constantine II of Georgia（1447年 - 1505年）

The Mukhrani cadet branch
1. Bagrat I of Mukhrani（1487年 - 1540年） 6th son of Constantine II of Georgia
2. Vakhtang I of Mukhrani（1510年 - 1580年）
3. Teimuraz I of Mukhrani（1572年 - 1625年）
4. Constantine I of Mukhrani（1618年以前 - 1667年）
5. Teimuraz II of Mukhrani（1649年 - 1688年）
6. Constantine II of Mukhrani（1716年没）
7. Constantine III of Mukhrani（1696年 - 1756年）
8. Ioane of Mukhrani（1755年 - 1800年） who married in 1781 Keteven Thamar (1764年 - 1840), 9th daughter of King Erekle II of Georgia, from whom are descended:[20]
9. Constantine IV of Mukhrani（1782年 - 1842年）
10. Prince Irakli Bagration of Mukhrani（1813年 - 1892年）
11. Alexander Bagration of Mukhrani（1853年 - 1918年）
12. George Bagration of Mukhrani（1884年 - 1957年）
13. Irakli Bagration of Mukhrani（1909年 - 1977年）
14. Jorge de Bagration（1944年 - 2008年）
15. David Bagration of Mukhrani（1976年 - ）